# Josephslust (Niederraunau)

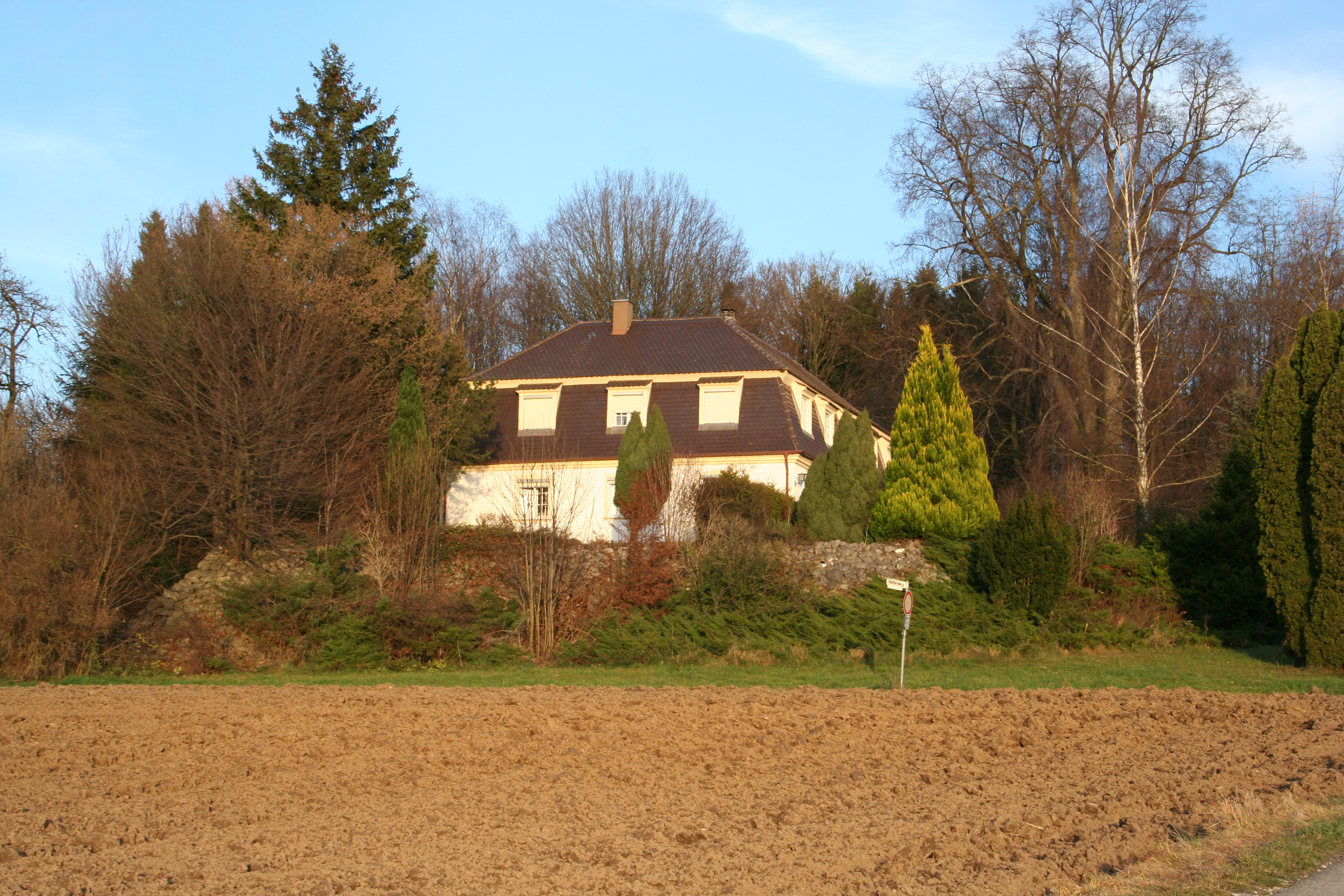
Josephslust

Josephslust ist eine Einöde in der Stadt Krumbach (Schwaben) im schwäbischen Landkreis Günzburg.

## Lage und Gebäude
Die Josephslust, ein eingeschossiger, zweiflügeliger Mansarddachbau, liegt ca. 800 Meter nordöstlich des ursprünglichen Ortskerns von Niederraunau. Auch heute grenzen die Neubaugebiete des Dorfes noch nicht unmittelbar an die Josephslust.
Das Gebäude wurde im Jahr 1790 im Stil des Klassizismus errichtet. Anlass für den Bau des Wirtshauses mit Schießstätte war die Geburt des Sohnes Joseph Friedrich des damaligen Ortsherrn Clemens Karl von Freyberg. In dem Hang, an dem das Haus steht, befinden sich alte, gewölbte Keller, die ehemaligen herrschaftlichen Bierkeller. Die Schießstätte wurde 1801 abgebrochen. Die lange Zeit sehr beliebte Ausflugswirtschaft wechselte in der Zeit ab 1803 oftmals den Besitzer. Heute ist das Gebäude zum Wohnhaus umgebaut. Vor dem Bau der Josephslust befand sich an der Stelle das ehemalige Hochgericht von Niederraunau.
In diesem Gebäude wurde im Jahr 1796 der sogenannte Galgen-Kaspar geboren, ein schwäbischer Wilderer.